# Idkerbergets kapell
Idkerbergets kapell är ett kapell i samhället Idkerberget i Borlänge kommun. Det tillhör Stora Tuna församling i Västerås stift.

## Kyrkobyggnaden
Byggnaden uppfördes 1904 som folkets hus men byggdes 1928 om till kapell efter ritningar av arkitekt Magnus Dahlander. 1970 övertogs kapellet av Stora Tuna församling från att tidigare ha förvaltats av Idkerbergets Gruv AB. Kapellet har ett sadeltak belagt med plåt och väggar belagda med träspån.
Strax utanför kapellets ingång står en klockstapel som är uppförd 1952 efter ritningar av arkitekt Martin Westerberg.
Kapellet såldes 2011-05-30 till en privatperson.

## Inventarier
- En ambo tillkom vid en restaurering 1976-1977 och ersatte en stor predikstol.